# Dabravata
Dabravata (Bulgaars: Дъбравата) is een dorp in Bulgarije. Het dorp maakt administratief deel uit van de gemeente Jablanitsa in de oblast Lovetsj. Het dorp ligt hemelsbreed 50 km ten westen van de stad Lovetsj en 75 km ten noordoosten van de hoofdstad Sofia.

## Bevolking
Op 31 december 2020 telde het dorp Dabravata 51 inwoners. Het aantal inwoners vertoont al vele jaren een gestaag dalende trend: in 1934 had het nog 597 inwoners.
| Bevolkingsontwikkeling tussen 1934 en 2020          |
| --------------------------------------------------- |
|                                                     |
| Bron: Nationaal Statistisch Instituut van Bulgarije |

Het dorp wordt grotendeels bewoond door etnische Bulgaren. In 2011 identificeerden 65 van de 78 respondenten zichzelf als etnische Bulgaren (82,9%). 
| Etnische samenstelling van de respondenten (2011) | Etnische samenstelling van de respondenten (2011) | Etnische samenstelling van de respondenten (2011) | Etnische samenstelling van de respondenten (2011) | Etnische samenstelling van de respondenten (2011) |
| ------------------------------------------------- | ------------------------------------------------- | ------------------------------------------------- | ------------------------------------------------- | ------------------------------------------------- |
|                                                   |                                                   |                                                   |                                                   |                                                   |
| Bulgaren                                          | Bulgaren                                          |                                                   | 83,3%                                             | 83,3%                                             |
| Turken                                            | Turken                                            |                                                   | 0,0%                                              | 0,0%                                              |
| Roma                                              | Roma                                              |                                                   | 0,0%                                              | 0,0%                                              |
| Anders/Onbekend                                   | Anders/Onbekend                                   |                                                   | 16,7%                                             | 16,7%                                             |